# Sean Duffy

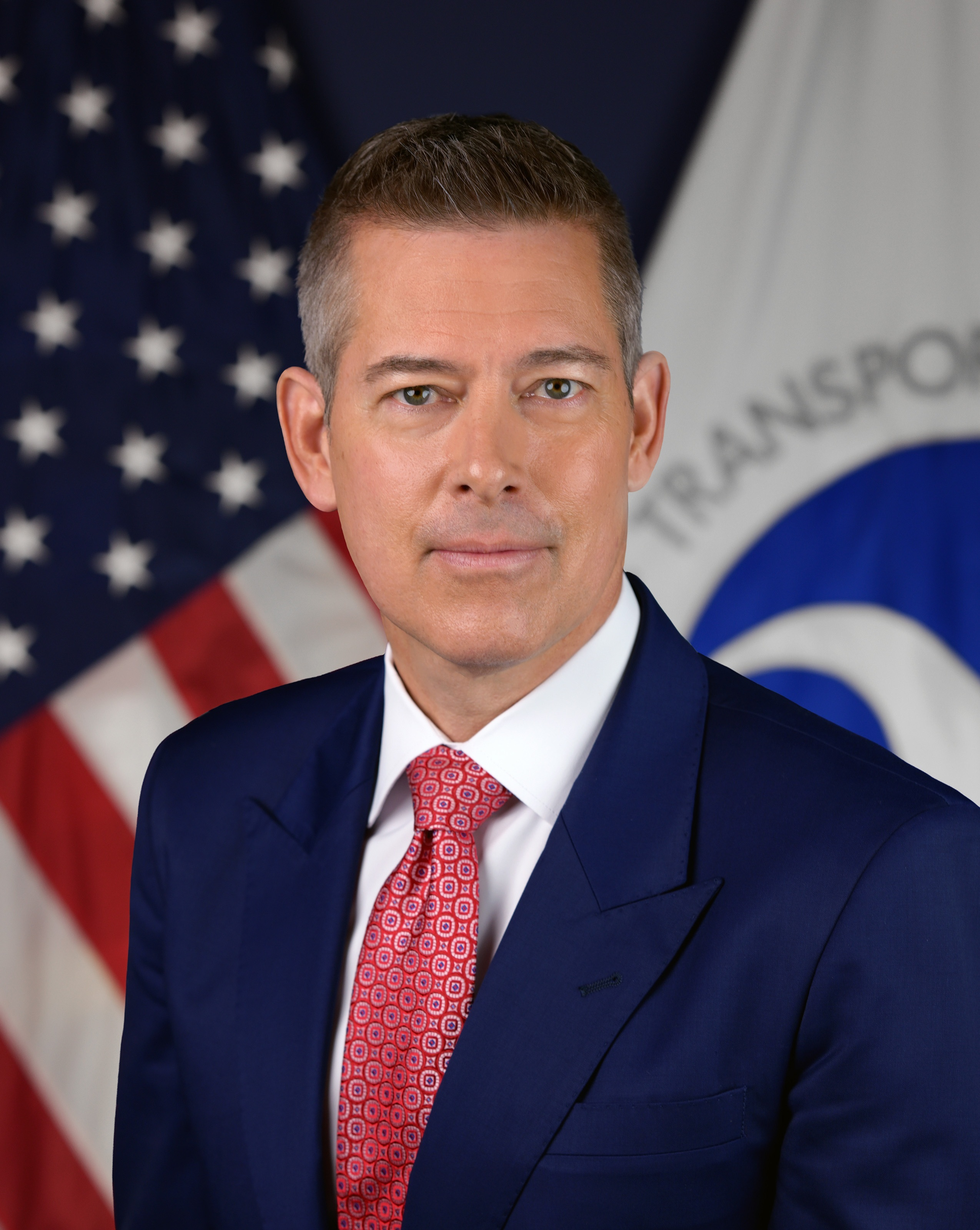
Sean Duffy (2025)

Sean Patrick Duffy (* 3. Oktober 1971 in Hayward, Wisconsin) ist ein amerikanischer Politiker der Republikanischen Partei. Er ist seit dem 20. Januar 2025 Verkehrsminister der Vereinigten Staaten im Kabinett Trump II. Zusätzlich ist er seit dem 9. Juli 2025 kommissarischer Administrator der NASA. Ab 2011 vertrat der Jurist den Nordwesten Wisconsins im Repräsentantenhaus der Vereinigten Staaten und legte dieses Mandat im Jahr 2019 nieder.

## Familie, Ausbildung und Beruf
Sean Duffy ist das zehnte von elf Kindern und wuchs im stark bewaldeten Nordwesten Wisconsins auf. Der Tradition seiner Familie folgend beteiligte sich Duffy in seiner Ausbildungszeit an Holzfällerwettbewerben. Bis zu seinem Bachelorabschluss 1994 besuchte er das Saint Mary’s College in Winona (Minnesota). Er schloss ein Jurastudium am William Mitchell College of Law in Saint Paul an und gehörte währenddessen 1997 zu den Darstellern in der sechsten Staffel von The Real World, eines Reality-TV-Formates von MTV. Nach dem Abschluss der Law School mit dem Juris Doctor und seiner Zulassung 1999 arbeitete er als Rechtsanwalt. Zwischen 2002 und 2010 war Duffy Bezirksstaatsanwalt im Ashland County. Außerdem arbeitete er als Kommentator für den Sportkanal ESPN.
Nachdem er von 2011 bis 2019 Abgeordneter im Repräsentantenhaus war, trat er ab 2020 als Gast regelmäßig im Fox News Channel auf. Ab 2023 moderierte er The Bottom Line im Fox Business Network.
Der Katholik Duffy ist seit 1999 mit Rachel Campos-Duffy verheiratet, mit der er neun Kinder hat. Seine Frau wirkte in einer vorherigen Staffel ebenfalls bei The Real World mit. Sie lernten sich bei der gemeinsamen Teilnahme am Reality-TV-Format Road Rules kennen, einem Ableger von The Real World. Die Familie lebt in Weston, Wisconsin.

## Politik
Bei der Wahl 2010 wurde Duffy im siebten Kongresswahlbezirk Wisconsins in das US-Repräsentantenhaus in Washington, D.C. gewählt, wo er am 3. Januar 2011 die Nachfolge des nach 42 Jahren nicht mehr kandidierenden Demokraten Dave Obey antrat. Der Wahlbezirk umfasst ein großes Gebiet im ländlichen Nordwesten des Bundesstaates. Er war als Vertreter der Tea-Party-Bewegung gewählt worden. Duffy wurde 2012 mit 56,1 % und 2014 mit 59,3 % wiedergewählt. Bei der Wahl 2016 erzielte er 61,7 % und in der Wahl zum Repräsentantenhaus der Vereinigten Staaten 2018 60,1 %.
Am 26. August 2019 kündigte Duffy den Rücktritt von seinem Mandat für den 23. September 2019 an, um seiner Familie und seinem erkrankten ungeborenen neunten Kind mehr Zeit widmen zu können. Bei der erst im Mai 2020 stattgefundenen Nachwahl wurde Duffys Parteifreund Tom Tiffany zu seinem Nachfolger gewählt.
In seiner Zeit im Kongress fiel Duffy, der als kommende Führungsfigur seiner Partei gehandelt wurde, durch kontroverse Äußerungen auf. So bestritt er einen Zusammenhang zwischen einzelnen Gewalttaten von White-Supremacy-Anhängern und führte das Attentat von Tucson, bei dem die demokratische Kongressabgeordnete Gabrielle Giffords schwer verletzt wurde, auf linke Ideologie zurück. Duffy verteidigte während Donald Trumps erster Präsidentschaft umstrittene Maßnahmen wie das Einreiseverbot gegen Menschen aus mehrheitlich muslimischen Ländern (Executive Order 13769).
Am 18. November 2024 gab der frischgewählte Donald Trump bekannt, Duffy im Kabinett Trump II als Nachfolger von Pete Buttigieg als Verkehrsminister berufen zu wollen. Trump behauptete, Sean Duffy werde ein „Goldenes Zeitalter des Transportwesens“ einleiten. Ende Januar 2025 bestätigte der US-Senat seine Berufung zum Verkehrsminister.
Am 9. Juli 2025 bestimmte der Präsident Duffy zusätzlich zu der Position als Verkehrsminister übergangsweise zum Behördenleiter (Administrator) der National Aeronautics and Space Administration.

## Publikationen
Rachel Campos-Duffy, Sean Duffy: All American Christmas. Broadside Books, 2021, ISBN 978-0-06-304664-1.